# Jork
Jork é um município da Alemanha localizado no distrito de Stade, estado da Baixa Saxônia.